# ファビオ・サムエル・アモリム・シルヴァ
サム（Samu）こと、ファビオ・サムエル・アモリム・シルヴァ（Fábio Samuel Amorim Silva 、1996年4月21日 - ）は、ポルトガル・モゼロス出身のプロサッカー選手。FCヴィゼラ所属。ポジションは、ミッドフィールダー。